# 何塞·曼努埃尔·马罗金
何塞·曼努埃尔·马罗金（西班牙語：José Manuel Marroquín；1827年8月6日—1908年9月19日）是哥倫比亞政治人物，哥倫比亞保守黨的成員，1900年至1904年擔任哥倫比亞總統。